# Anna Sofia de Prússia
Anna Sofia de Prússia (en alemany Anna Sophia von Preußen) (Königsberg (Rússia), 11 de juny de 1527 - Lübz, 6 de febrer de 1591) era una noble alemanya, filla d'Albert de Brandenburg-Ansbach (1490-1568) i de Dorotea de Dinamarca (1504-1547).
A través de la seva mare, Anna Sofia tenia un ampli coneixement en medicina natural, especialment sobre la salut de les dones.

## Matrimoni i fills
El 14 de febrer de 1555 es va casar a Wismar amb Joan Albert I de Mecklenburg-Schwerin (1525-1576), fill del duc Albert VII de Mecklenburg (1486-1547) i d'Anna de Brandenburg (1507-1567). El matrimoni va tenir tres fills:
- Albert (1556-1561).
- Joan VII (1558-1592), casat amb Sofia de Schleswig-Holstein-Gottorp (1569-1634).
- Segimon (1561-1603), casat amb Clara de Pomerània (†1623).